# 再生医学

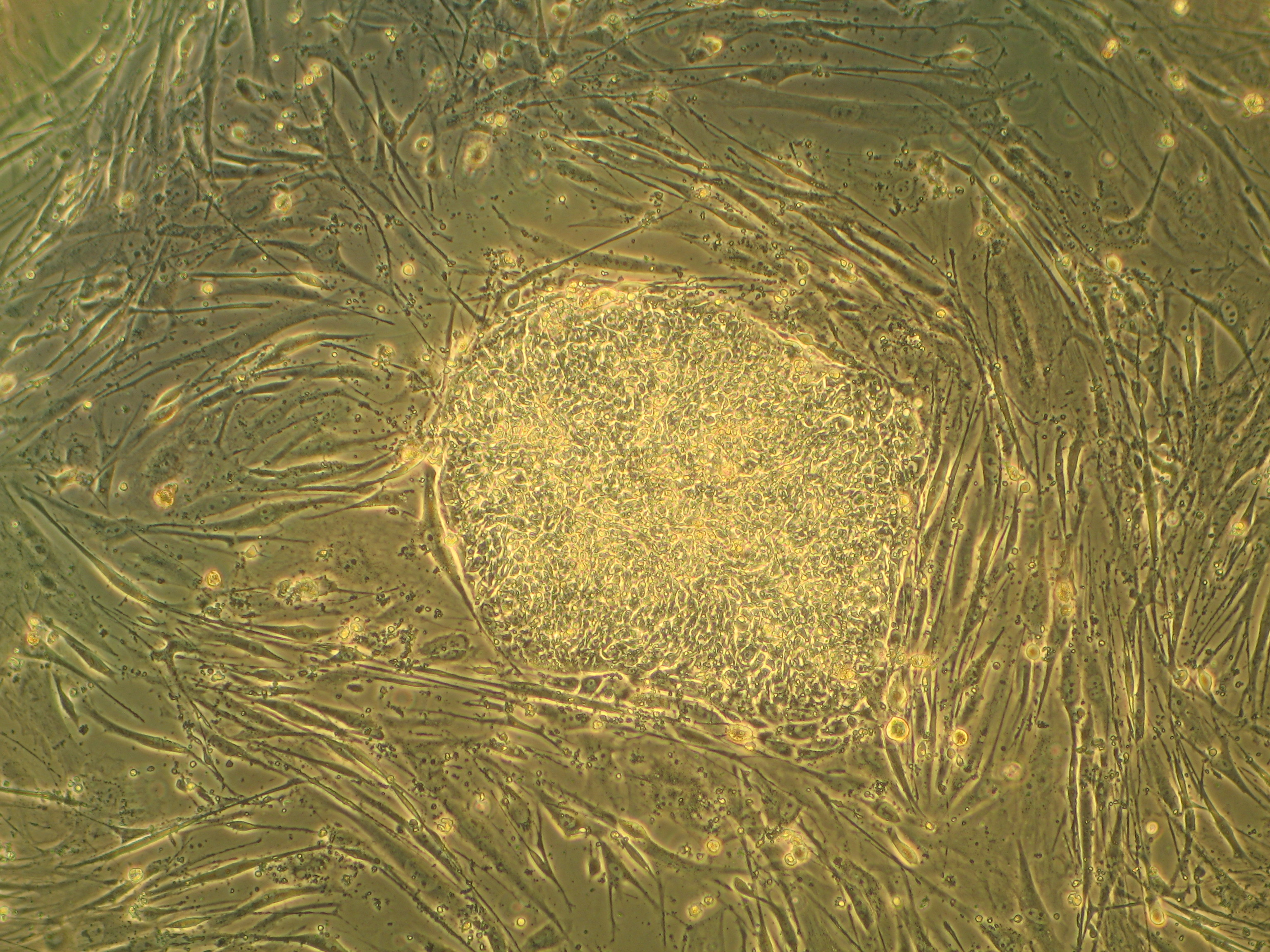
ヒト胚性幹細胞のコロニー

再生医学（さいせいいがく、英: Regenerative medicine）とは、人体の組織が欠損した場合に体が持っている自己修復力を上手く引き出して、その機能を回復させる医学分野である。この分野における医療行為としては再生医療（さいせいいりょう）とも呼ばれる。
ペット（愛玩動物）に対しても応用されつつあるが、本稿ではヒトへの適用について記述する。

## 概要
再生医学を行う手法として、クローン作製、臓器培養、多能性幹細胞（ES細胞、iPS細胞）の利用、自己組織誘導の研究などがある。将来的には遺伝子操作をした豚などの体内で、人間の臓器を養殖するという手法も考えられている。自己組織誘導については、細胞と、分化あるいは誘導因子（シグナル分子）と、足場の3つを巧みに組み合わせることによって、組織再生が可能になると見られている。従来の材料による機能の回復（工学技術に基づく人工臓器）には困難が多く限界があること、臓器移植医療が移植適合性などの困難を抱えていることから、再生医学には大きな期待が寄せられている。
胚性幹細胞（ES細胞）の作成には受精卵を用いるといった倫理的な問題も伴うことから、京都大学再生医科学研究所の山中伸弥教授らによる人工多能性幹細胞（iPS細胞）の研究成果が、ノーベル生理学・医学賞を受賞したことなどから世界から注目されている。細胞や細胞医薬品の長期保存のため液体窒素を活用した大型の全自動凍結保存システムなども注目されている。

## 法律上の定義
日本においては、医薬品医療機器等法の第二条9に「身体の構造又は機能の再建、修復又は形成」「疾病の治療又は予防」「に使用されることが目的とされている物のうち、人又は動物の細胞に培養その他の加工を施したもの」、および「疾病の治療に使用されることが目的とされている物のうち、人又は動物の細胞に導入され、これらの体内で発現する遺伝子を含有させたもの」を再生医療等製品と定義している。
「再生医療等の安全性の確保等に関する法律」では以下のように定義されている。
「再生医療等」とは、再生医療等技術を用いて行われる医療（治験に該当するものを除く。）をいう（第2条 1項）。
「再生医療等技術」とは、次に掲げる医療に用いられることが目的とされている医療技術であって、細胞加工物を用いるもの（細胞加工物として再生医療等製品のみを当該承認の内容に従い用いるものを除く。）のうち、その安全性の確保等に関する措置その他のこの法律で定める措置を講ずることが必要なものとして政令で定めるものをいう（第2条 2項）。
一　人の身体の構造又は機能の再建、修復又は形成
二　人の疾病の治療又は予防

## 実例
熱傷の植皮のため、皮膚の表皮細胞を培養したい時、あらかじめ制癌剤を投与し増殖をストップさせたNIH3T3細胞を土台にすると、線維芽細胞による表皮細胞の駆逐を抑え、表皮細胞のみを増殖させることができる。この方法を用いてアメリカ合衆国のMIT（マサチューセッツ工科大学）のグリーン博士らは、切手サイズの組織を3000倍に増殖させることに成功している。しかし、現状の皮膚培養では毛包 (毛穴)や汗腺の再生が不十分であり、より完全な皮膚の再生を目指して、研究が進められている。皮膚、軟骨の培養は、実用化が進んでいる。
また、犬、豚などを使った実験で、あごの骨の細胞から完全な歯を再生することが確認されている（歯胚再生）。上田実らにより名古屋大学医学部附属病院で実際に再生歯科外来が設けられている。埼玉医科大学総合医療センター心臓血管外科が、虚血性心筋症の男性患者の心臓組織に、本人の骨髄細胞を移植する再生医療に成功している。
目の角膜を患った患者への治療としてドナーからの提供による角膜移植が行われているが、ドナー提供者が少ないこと、拒絶反応があることなどから、自己細胞を使った再生角膜による治療が試みられている。片目を患っている場合、もう一方の目の角膜の一部を採取して培養し移植する方法や、両目を患っている場合には口腔粘膜（幹細胞が多く含まれている）より採取した細胞を培養して移植する方法など、研究が進められている。日本国内では東北大学の西田幸二らと東京女子医科大学の岡野光夫・大和雅之らのグループや、慶應義塾大学の坪田一男らのグループ、京都府立医科大学の木下茂らのグループが有名である。
近年では、骨髄中に間葉系幹細胞と呼ばれる接着性の細胞が存在しており、シャーレ上で特殊な培養を行うと骨芽細胞・脂肪細胞・軟骨細胞に分化誘導できることが報告された。また、骨髄以外にも様々な組織から体性幹細胞を得る研究が行われている。その一例として、歯髄を保存する歯髄細胞バンクが民間企業により設立されている。

## 英訳
再生医学の英訳としてよく使われるものに「tissue engineering」と「regenerative medicine」がある。前者は組織工学であるが、日本語の組織には「organization」の意味もあり混乱を招くことから、生体組織工学や組織再生工学などの日本語訳が使われることもある。また再生医学や再生医工学と訳されることもあるが、一方でいくつかの関連する学問の総称として再生医学があり「tissue engineering」はその一つの分野であるという考え方もある。後者の「regenerative medicine」は直訳すると再生医療である。再生医学と再生医療を混同させた記述はよく見られるが、日本語の意味から考えると、再生医学は学問の分野であり、その成果を生かした現場での医療が再生医療である（たとえばES細胞を用いた再生医学の研究は行われているが、再生医療はまだ実現していない）。このように再生医学にあてはまる確立した英訳はなく、それぞれの研究者、研究機関がそれぞれの解釈で使用している。
組織工学と再生医学の学問分野としての境界は必ずしも明確ではなく、英語圏では "Tissue Engineering and Regenerative Medicine" (TERM)と併記されることが多い。慣用的には、体外で器官/組織を再生するものを tissue engineering、体内で通常は起こらない治癒を起こさせるものを regenerative medicine と呼ぶ。

## 歴史
「再生医療（Regenerative medicine）」という用語が初めて用いられたのは、1992年、リランド・カイザー（Leland Kaiser）による『The future of multihospital systems』というのHospital Administrationに関しての記事であった。
日本における人工多能性幹細胞をつかった再生移植の例としては
- 2014年、理研で、加齢黄斑変性にたいして、網膜色素上皮細胞を変化させて[12][13]
- 2018年、京都大学、パーキンソン病にたいして、神経の細胞を変化させて[14][15]
- 2019年、大阪大学で、角膜上皮幹細胞疲弊症にたいして、角膜上皮細胞を変化させて[16]
- 2020年、大阪大学で、虚血性心疾患の重症心不全にたいして、心筋細胞を変化させて[17]
- 2020年、京都大学で、再生不良性貧血にたいして、血小板を変化させて[18]

おこなわれた。なお了承ずみのものとして
- 慶応大学で、脊髄損傷にたいして、神経の細胞を変化させて[19]
- 京都大学で、ひざ関節軟骨損傷にたいして、軟骨を変化させて[20][21][22]

移植の計画がある。

## 問題
再生医療は、未確立な医療技術であるが故、実施に当たっては十分な説明が必要とされる。
例として、体の痺れを訴え、東京都渋谷区のさくらクリニックで診察を受けた兵庫県内の女性が、担当医師から「細胞治療で症状が改善する可能性がある」と説明を受け、女性は脂肪幹細胞から調剤した製剤の点滴を受けたものの、症状は逆に悪化。女性は慰謝料などを求め、東京地方裁判所に提訴。2015年5月15日に同地裁は、「未確立な治療技術である再生医療に当たって十分な説明がなされておらず、治療方法の選択決定権を侵害した」などとして、同クリニックの院長らに対し184万円の支払いを命じた。